# Copa Europa de Fútbol de ConIFA 2015
La Copa Europa de Fútbol de ConIFA de 2015 fue la primera edición de la Copa Europa de Fútbol de ConIFA. El campeonato se desarrolló en Debrecen, Hungría, del 17 al 21 de junio de 2015. Padania se consagró campeón del torneo tras vencer 4 a 1 a Niza.

## Competición
En junio de 2014, tras el éxito de la primera Copa Mundial de Fútbol de ConIFA, ConIFA anunció que un torneo internacional europeo se llevaría a cabo bajo sus auspicios en 2015. En el anuncio, tres miembros ConIFA aplicadas a la sede de la primera Copa de Europa de fútbol , Abjasia, Alto Karabaj y Ellan Vannin. Ellan Vannin fue anunciado como el anfitrión en agosto de 2014.

### Anfitriones
Tal como estaba previsto inicialmente, el torneo se llevaría a cabo en su totalidad en la Isla de Man, con The Bowl, el estadio principal de la isla, la celebración de todos los partidos. Sin embargo, el TT Isla de Man fue programado para el período del 30 de mayo al 12 de junio de 2015, un día antes del inicio del torneo. Como consecuencia del inesperado interés en el torneo, con la consiguiente falta de hotel y espacio de ferry tanto para los espectadores de las carreras y los aficionados que deseacen asistir a la TT Isla de Man, ConIFA tomó la decisión de reestructurar el torneo, con los partidos de grupo y play-offs se celebrarían en los lugares en y alrededor de Londres entre el 14 y 18 de junio, y el cuenco que se utilizarían para las semifinales y final sobre el 20 y el 21 de junio. En febrero de 2015, poco después del anuncio de que el torneo se dividiría  entre la Isla de Man y el sur de Inglaterra, se confirmaron los dos lugares elegidos para la fase de grupos de la competición como el Estadio Kingfield y Paddy Power Parque, respectivamente, los argumentos caseros de Woking, del Conferencia Nacional y Farnborough, que juegan en la Conferencia del Sur.
Sin embargo, en marzo de 2015, en el sorteo para el torneo, ConIFA anunció que había tomado la decisión de trasladar el torneo lejos de la Isla de Man, con los nuevos huéspedes que se anuncian como País Sículo. El razonamiento para la medida era que las cuestiones logísticas y financieras de acoger lo que se estaba convirtiendo en un evento cada vez más grande y potencialmente populares, que luego se incrementó de un lugar a tres, eran demasiado grandes para la Isla de Man acoger, con la sugerencia de que el País Sículo sería capaz de obtener el apoyo necesario del gobierno húngaro. Como consecuencia de ello, todo el evento fue movido; inicialmente previsto que tenga lugar en la capital húngara, Budapest, finalmente se colocó en la segunda ciudad más grande del país, Debrecen.

## Sede
| Ciudad   | Estadio                         | Capacidad |
| -------- | ------------------------------- | --------- |
| Debrecen | Stadion Oláh Gábor Út           | 10.200    |
| Debrecen | Gyulai István Atlétikai Stadion | 3.000     |

## Participantes
| Equipos participantes | Equipos participantes | Equipos participantes |
| --------------------- | --------------------- | --------------------- |
| Felvidék              | Padania               | Niza                  |
| Ellan Vannin          | País Székely          | Pueblo Gitano         |

## Partidos

### Fase de grupos

#### Grupo A
| Pos. | Equipo       | Pts. | PJ | G | E | P | GF | GC | Dif. | Clasificación             |
| ---- | ------------ | ---- | -- | - | - | - | -- | -- | ---- | ------------------------- |
| 1    | Niza         | 6    | 2  | 2 | 0 | 0 | 7  | 3  | +4   | clasificado a Semifinales |
| 2    | Felvidék     | 3    | 2  | 1 | 0 | 1 | 4  | 5  | −1   | clasificado a Semifinales |
| 3    | País Székely | 0    | 2  | 0 | 0 | 2 | 3  | 6  | −3   |                           |

 Fuente: 
| 17 de junio de 2015 | País Székely      | 2-3 | Niza                 |  |  |
| 19:30               | Hodgyai · Magyari |     | Delerue · Tchokounte |  |  |

| 18 de junio de 2015 | Felvidék                | 3-1 | País Székely |  |  |
| 19:30               | Dalkoni · Magyar · Kosa |     | Magyari      |  |  |

| 19 de junio de 2015 | Felvidék | 1-4 | Niza                            |  |  |
| 18:00               | Kosa     |     | Onda · Delerue · Romen · Jaziri |  |  |

#### Grupo B
| Pos. | Equipo        | Pts. | PJ | G | E | P | GF | GC | Dif. | Clasificación             |
| ---- | ------------- | ---- | -- | - | - | - | -- | -- | ---- | ------------------------- |
| 1    | Padania       | 6    | 2  | 2 | 0 | 0 | 4  | 2  | +2   | clasificado a Semifinales |
| 2    | Ellan Vannin  | 3    | 2  | 1 | 0 | 1 | 3  | 2  | +1   | clasificado a Semifinales |
| 3    | Pueblo Gitano | 0    | 2  | 0 | 0 | 2 | 3  | 6  | −3   |                           |

 Fuente: 
| 17 de junio de 2015 | Padania                       | 3-2 | Pueblo Gitano   |  |  |
| 16:00               | Tignonsini · Garavelli · Rota |     | Horvath · Csoka |  |  |

| 18 de junio de 2015 | Pueblo Gitano | 1-3     | Ellan Vannin                       |  |  |
| 16:00               | Irhas 29'     | Reporte | 11' Sharkey · 49' Jones · 55' Bass |  |  |

| 19 de junio de 2015 | Padania   | 1-0 | Ellan Vannin |  |  |
| 15:00               | Prandelli |     |              |  |  |

### Fase final
|  | Semifinales            | Semifinales            |         |      | Final                  | Final                  |  |
|  | 20 de junio – Debrecen | 20 de junio – Debrecen |         |      | 21 de junio – Debrecen | 21 de junio – Debrecen |  |
|  |                        |                        |         |      |                        |                        |  |
|  |                        |                        |         |      |                        |                        |  |
|  | Niza                   | 3                      |         |      |                        |                        |  |
|  | Niza                   | 3                      |         |      |                        |                        |  |
|  | Ellan Vannin           | 1                      |         |      |                        |                        |  |
|  | Ellan Vannin           | 1                      |         | Niza | 1                      |                        |  |
|  |                        |                        |         | Niza | 1                      |                        |  |
|  |                        |                        | Padania | 4    |                        |                        |  |
|  | Padania                | 5                      | Padania | 4    |                        |                        |  |
|  | Padania                | 5                      |         |      |                        |                        |  |
|  | Felvidék               | 0                      |         |      | Tercer lugar           | Tercer lugar           |  |
|  | Felvidék               | 0                      |         |      | Tercer lugar           | Tercer lugar           |  |
|  |                        |                        |         |      |                        |                        |  |
|  |                        |                        |         |      | Ellan Vannin           | 1(5)                   |  |
|  |                        |                        |         |      | Ellan Vannin           | 1(5)                   |  |
|  |                        |                        |         |      | Felvidék               | 1(3)                   |  |
|  |                        |                        |         |      | Felvidék               | 1(3)                   |  |
|  |                        |                        |         |      |                        |                        |  |

#### Disputa del quinto lugar
| 19 de junio de 2015 | País Székely  | 2-4 | Pueblo Gitano            |  |  |
| 12:00               | Silion · Mate |     | Oivido · Irhas · Horvath |  |  |

#### Semifinales
| 20 de junio de 2015 | Niza                       | 3-1 | Ellan Vannin |  |  |
| 15:00               | Delerue · Floridi · Girand |     | Jones        |  |  |

| 20 de junio de 2015 | Padania                                     | 5-0 | Felvidék |  |  |
| 18:00               | Prandelli · Mazzotti · De Peralta · Baruwah |     |          |  |  |

#### Tercer puesto
| 21 de junio de 2015 | Ellan Vannin | 1-1 (5-3 p.) | Felvidék |  |  |
| 13:00               | Bass         |              | Magyar   |  |  |

#### Final
| 21 de junio de 2015, 16:00 | Niza    | 1:4 | Padania                             |  |  |
|                            | Delerue |     | Tignonsini · De Peralta · Prandelli |  |  |

| Bandera de Padania |
| Campeón Padania    |
| primer título      |

## Goleadores
| 5 goles - Delerue | 4 goles - Prandelli | 3 goles - De Peralta | 2 goles - Magyar - Kosa - Magyari - Tignonsini - Garavelli - Jones - Bass - Horvath - Irhas - Oivido | 1 gol - Tchokounte - Onda - Romen - Jaziri - Floridi - Girand - Dalkoni - Hodgyai - Silion - Mate - Rota - Mazzotti - Baruwah - Sharkey - Csoka |

## Clasificación final
| Pos | Equipo        | PJ | G | E | P | GF | GC | DG | Pts |
| --- | ------------- | -- | - | - | - | -- | -- | -- | --- |
| 1   | Padania       | 4  | 4 | 0 | 0 | 13 | 3  | 10 | 12  |
| 2   | Niza          | 4  | 3 | 0 | 1 | 11 | 8  | +3 | 9   |
| 3   | Ellan Vannin  | 4  | 1 | 1 | 2 | 5  | 6  | -1 | 4   |
| 4   | Felvidék      | 4  | 1 | 1 | 2 | 5  | 11 | -6 | 4   |
| 5   | Pueblo Gitano | 3  | 1 | 0 | 2 | 7  | 8  | -1 | 3   |
| 6   | País Székely  | 3  | 0 | 0 | 3 | 5  | 10 | -5 | 0   |